# Processador de mídia

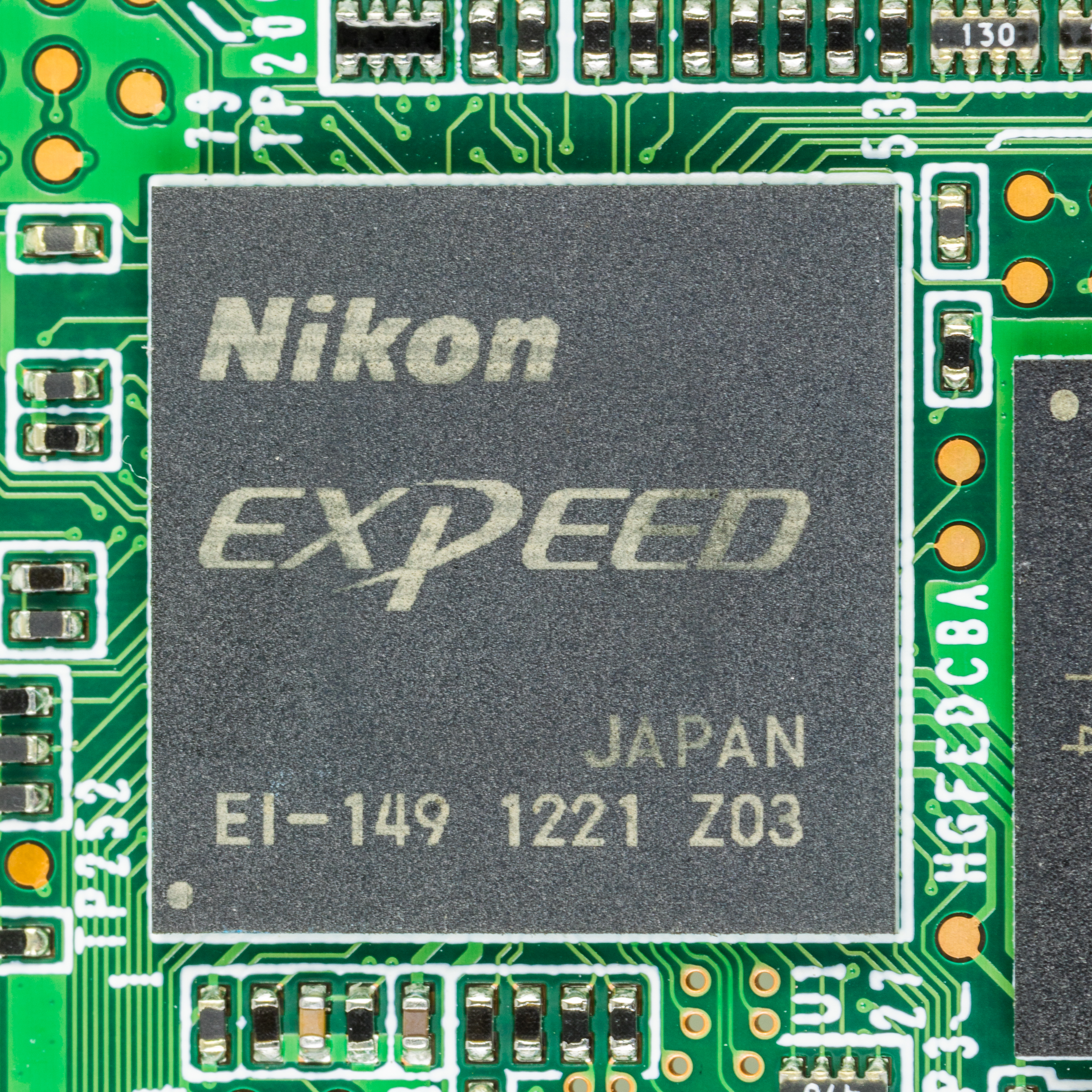
Imagem ilustrativa

Um processador de mídia (do inglês media processor) é um controlador ou sistema em um chip, baseado em microprocessador, que manipula uma tarefa de processamento específica, como codificação, conversão de formato, criptografia ou descriptografia de conteúdo de mídia etc. É comumente usado para construir um subsistema multimídia que processa uma combinação de operações de áudio, vídeo, gráfico, fax e modem.
Também pode ser projetado para manipular dados de streaming digital em taxas em tempo real (por exemplo, atualização de exibição). Esses dispositivos também podem ser considerados uma classe de processadores de sinais digitais (DSPs).

## Visão geral
Diferentemente das GPUs (unidades de processamento gráfico), usadas para monitores de computador, os processadores de mídia são direcionados para televisões digitais e decodificadores.
As classes de mídia digital de streaming incluem:
- vídeo não compactado
- vídeo digital compactado - por exemplo, MPEG-1, MPEG-2, MPEG-4
- áudio digital - por exemplo, PCM, AAC

Esses SOCs são compostos de:
- um microprocessador otimizado para manipular esses tipos de dados de mídia
- uma interface de memória
- interfaces de mídia de streaming
- unidades funcionais especializadas para ajudar a lidar com os vários codecs de mídia digital

O microprocessador pode ter estas otimizações:
- unidades funcionais de processamento de vetor ou SIMD para manipular eficientemente esses tipos de dados de mídia
- recursos semelhantes aos DSPs

Antes dos processadores de mídia, esses tipos de dados de mídia de streaming eram processados usando ASICs de função fixa e conectados, que não podiam ser atualizados no campo. Essa foi uma grande desvantagem quando qualquer um dos padrões de mídia foi alterado. Como os processadores de mídia são dispositivos programados por software, o processamento feito neles pode ser atualizado com as novas versões do software. Isso permitiu a criação de novas gerações de sistemas sem reprojeto de hardware. Para decodificadores, isso ainda permite a possibilidade de atualização em campo baixando o novo software através de redes a cabo ou satélite.
As empresas que foram pioneiras na ideia de processadores de mídia (e criaram o termo de marketing do processador de mídia) incluíram:
- MicroUnity MediaProcessor - Cancelado em 1996 antes da introdução
- IBM Mfast - Descrito no Microprocessor Forum em 1995, planejado para ser lançado em meados de 1997, mas foi cancelado antes da introdução
- Linha BSP da Equator Semiconductor - seus processadores são usados nas televisões Hitachi, empresa adquirida pela Pixelworks
- Linha MPact da Chromatic Research - seus produtos foram usados em algumas placas gráficas de PC em meados dos anos 90, empresa adquirida pela ATI Technologies
- Linha Philips TriMedia - usada na Philips, Dell, Sony, etc. eletrônicos de consumo, a Philips Semiconductors separou-se da Philips e tornou-se NXP Semiconductors em 2006

As empresas de eletrônicos de consumo dominaram com sucesso esse mercado projetando seus próprios processadores de mídia e integrando-os aos seus produtos de vídeo. Empresas como Philips, Samsung, Matsushita, Fujitsu, Mitsubishi têm seus próprios dispositivos de processador de mídia.
As gerações mais recentes de tais dispositivos agora usam várias formas de multiprocessamento - várias CPUs ou DSPs, para lidar com as vastas necessidades computacionais ao lidar com sinais de televisão de alta definição.